# Rhodopina albomaculata
Rhodopina albomaculata är en skalbaggsart som beskrevs av Charles Joseph Gahan 1890. Rhodopina albomaculata ingår i släktet Rhodopina och familjen långhorningar.
Artens utbredningsområde är Taiwan. Inga underarter finns listade i Catalogue of Life.